# سفارة الصين في سنغافورة
سفارة الصين في سنغافورة هي أرفع تمثيل دبلوماسي لدولة الصين لدى سنغافورة. تقع السفارة في وهي تهدف لتعزيز المصالح الصينية في سنغافورة.

## وصلات خارجية
- الموقع الرسمي
- قائمة سفارات الصين
- قائمة السفارات في سنغافورة